# 홍유손
홍유손(洪裕孫, 1431년 ~ 1529년, 향년 99세)은 조선 전기의 문신 및 시인, 학자이다. 자는 여경(餘慶), 호는 조총(窱叢)·광진자(狂眞子)이며 본관은 남양으로 부리(府吏) 순치(順致)의 아들이다. 김종직을 스승으로 모시고 학문을 닦았다. 세조가 단종을 몰아내고 왕위에 오르자 세속적인 일에 뜻을 잃고 남효온, 이총 등과 모임을 가지며 노자, 장자 등의 학문을 중심으로 연구하였다. 때로는 시와 술을 곁들여가며 토론하여 청담파라고 불리었다. 당시의 명류(名流) 김수온(金守溫)ㆍ김시습(金時習) 등과 교유하며 시율(詩律)로 화합하여 이름을 떨쳤고, 당시의 명공(明公)ㆍ거경(巨卿)들이 다투어 교유하기를 원하였다. 무오사화 때 제주에 유배되어 노예가 되었다가 중종반정 이후 풀려 나왔다. 76세에 처음으로 아내를 맞아 한 아들을 낳고 이름을 지성(志誠)이라 했다.